# Friedrich Wetter
Friedrich Wetter (Landau, 20 de fevereiro de 1928) é um cardeal católico alemão e arcebispo-emérito de Munique e Freising.

## Biografia
Nasceu como o terceiro filho de Peter Wetter, um trabalhador ferroviário, e sua esposa Hedwig Agnes, sendo que de suas duas irmãs, uma se tornou professora primária e a outra, religiosa que foi superiora-geral do Instituto Beatíssima Virgem Maria.
A educação inicial foi realizada em Landau. Em seguida, estudou na Faculdade de Filosofia e Teologia Sankt Georgen, em Frankfurt, na Pontifícia Universidade Gregoriana de Roma, e residiu no Collegium Germanicum et Hungaricum; também estudou na Faculdade de Teologia de Munique.
Foi ordenado padre em 10 de outubro de 1953, em Roma, na igreja do Collegium Germanicum et Hungaricum, por Clemente Micara, cardeal-vigário de Roma. Tornou-se professor de Teologia Fundamental no Instituto Superior de Filosofia e Teologia, entre 1962 e 1967 e professor de teologia dogmática, na Universidade de Mainz, entre 1967 e 1968.
Eleito bispo de Speyer em 28 de maio de 1968, foi consagrado em 29 de junho, na Catedral de Speyer, por Isidor Markus Emanuel, bispo-titular de Marazane, bispo-emérito de Speyer, tendo como co-sagrantes Hermann Volk, bispo de Mainz, e por Alfred Kleinermeilert, bispo-titular de Pausula, bispo-auxiliar de Trier. Em 28 de outubro de 1982, foi promovido à Sé Metropolitana de München und Freising.
Em 24 de abril de 1985, foi anunciada a sua criação como cardeal e no Consistório de 25 de maio foi criado cardeal-presbítero, recebendo o barrete vermelho e o título de Santo Estêvão no Monte Celio, que estava vago há 10 anos.
Em 2 de fevereiro de 2007, o Papa Bento XVI aceitou sua renúncia do governo pastoral da arquidiocese conforme o cânon 401 § 1 do Código de Direito Canônico. Foi administrador apostólico da arquidiocese até a posse de seu sucessor em 2 de fevereiro de 2008. Foi o enviado especial papal para as celebrações do milênio da Arquidiocese de Bamberg, em 8 de julho de 2007.
O cardeal Wetter é membro do Conselho de Curadores do Centro Judaico de Munique e é um membro honorário da Congregação dos Homens Marianos da Anunciação, fundada em 1610 na Bürgersaalkirche em Munique. Por ocasião de sua aposentadoria, a Academia Católica da Baviera lançou o Prêmio Kardinal-Wetter-Preis, em sua homenagem, em 2008, que é concedido anualmente para dissertações teológicas ou teses de pós-doutorado.

## Conclaves
- Conclave de 2005 - participou do conclave de 18 a 19 de abril de 2005, que elegeu Joseph Ratzinger como Papa Bento XVI.
- Conclave de 2013 - não participou da eleição de Jorge Mario Bergoglio como Papa Francisco, pois perdeu o direito ao voto em 20 de fevereiro de 2008.
- Conclave de 2025 - não participou da eleição de Robert Francis Prevost como Papa Leão XIV, pois perdeu o direito ao voto em 20 de fevereiro de 2008.

## Obras
- Friedrich Wetter: Mit euch bin ich Christ, für euch bin ich Bischof. Mit Fotografien von Thomas Klinger. Verl. Sankt Michaelsbund, München 1998. ISBN 3-920821-04-1.
- Friedrich Wetter: Wer in der Liebe bleibt – Predigt bei der Eucharistiefeier mit Segnung der Ehepaare am 30. September 2007 im Mariendom zu Freising. Mit Fotografien von Thomas Klinger und Konstanze Klinger. Erzbischöfliches Ordinariat, München 2007.